# Bataille de Hartsville
Guerre de Sécession
Batailles
Campagne de la Stones River
- Hartsville
- Morgan's Christmas Raid
- Stones River

La bataille de Hartsville s'est déroulée le 7 décembre 1862, dans le nord du Tennessee au début de la campagne de Stones River lors de la guerre de Sécession. Le champ de bataille de Hartsville est répertorié sur le Registre national des lieux historiques.

## Contexte
La campagne de Stones River commence au début de novembre 1862 quand le major général de l'Union William S. Rosecrans déplace son armée du Cumberland au sud-est de Nashville, Tennessee, vers Murfreesboro. Le général confédéré Braxton Bragg, commandant l'armée du Tennessee, a retraité là-bas après sa défaite à la bataille de Perryville. Bragg ordonne au colonel John Hunt Morgan de se déplacer vers le nord avec sa cavalerie et d'opérer le long des lignes de communication de Rosecrans, pour l'empêcher de se fournir en ravitaillement dans le nord de Nashville. L'action à Hartsville, un point de passage sur la rivière Cumberland à environ 64 kilomètres (40 miles) en amont de Nashville, au nord de Murfreesboro, est un incident dans le raid de Morgan au nord, avant que Rosecrans n'ait le gros de son infanterie en mouvement.

## Bataille
Gardant le passage de la rivière à Hartsville, la 39th brigade, du XIV Corps de l'armée du Cumberland, comprenant le 106th Ohio Infantry, le 108th Ohio Infantry, le 104th Illinois Infantry, et le 2nd Indiana Cavalry. La brigade est commandée par le colonel Absalom B. Moore. Sous le couvert de l'obscurité, Morgan traverse la rivière le matin du 7 décembre 1862, avec environ 1 300 hommes, principalement du Kentucky, en supériorité numérique d'environ 1 000 hommes par rapport à la brigade de l'Union. Une autre force de l'Union, de trois fois ces effectifs, campe à 14 kilomètres (9 miles) de là à Castalian Springs, suffisamment proche pour entendre les canons, mais trop éloignée pour intervenir.
L'attaque de Morgan prend le camp de l'Union par surprise. Un récit d'un participant indique que les confédérés ont pu passer les piquets en revêtant les uniformes bleus, un autre qu'ils portaient des vêtements civils et se faisaient passer pour des réfugiés. L'attaque commence à 6 heures 45 avec un bombardement d'artillerie simultané avec l'assaut d'infanterie, pendant que la cavalerie frappe les flancs et l'arrière. Une des unités de Moore se débande après une heure, ce qui met la confusion et aide à forcer la retraite des fédéraux. À 8 heures 30, les confédérés ont encerclé les fédéraux, convainquant le colonel Moore de se rendre.

## Conséquence
Le 74th Indiana regiment de l'Union campe à Castalian Springs. Il se met en marche vers Hartsville à une distance de 13 ou 14 kilomètres (8 ou 9 miles) après avoir entendu les tirs de canons à distance. Son avance est hésitante parce qu'il a des escarmouches avec l'arrière garde confédérée de la cavalerie de Morgan.
Ils trouvent les victimes de l'Union et confédérées abandonnées dans la neige après la fin de la bataille, au cours de laquelle la force de l'Union a été défaite par l'infanterie légère l'artillerie légère et la cavalerie de John Hunt Morgan. Quelques soldats de Morgan sont pieds nus et mal habillés. Ils pillent le stock de chaussures de l'Union et un certain nombre de chariots de ravitaillement. Quatre ou cinq chariots étaient cachés avec du ravitaillement. Les rapports donnent un nombre de morts avoisinant 200.
Quinze soldats confédérés « transis de froid » sont laissés en arrière avec les blessés selon W. Duke, commandant sur le terrain la force de déploiement rapide confédérée. Les blessés de l'Union sont aussi laissés derrière mais 2 004 prisonniers sont envoyés vers le sud à Lebanon.
Les soldats du 74th Indiana arrivent trop tard en raison de la neige sur le sol, le temps glacial et l'arrière-garde confédérée. Les confédérés connaissaient la force du camp de l'Union et où ils étaient déployés. Les confédérés ont pris des mesures conservatoires en déployant les éclaireurs de Quirk et le régiment de Cluke pour retarder la force de secours de l’Union. Les confédérés ont dû élargir leur voie de retraite et quelques prisonniers de l'Union ont été obligés de traverser à gué la rivière Cumberland ou l'un de ses ruisseaux tributaires.
Morgan inflige 58 pertes à l'Union au prix de 139 confédérés ; néanmoins, il quitte le champ de bataille avec 1 844 prisonniers unionistes et un chariot lourdement chargé d'équipement et de ravitaillement. Le général Joseph E. Johnston, qui commande toutes les forces confédérées du théâtre occidental, en parle comme une « prouesse brillante » et recommande que Morgan soit nommé brigadier général immédiatement. Jefferson Davis se trouve aux abords de Murfreesboro et promeut Morgan en personne quand il arrive.
L'action à Hartsville présage des raids de cavalerie confédérée de Nathan Bedford Forrest dans le Tennessee occidental, de décembre 1862 à janvier 1863, et par Morgan dans le Kentucky, sur la même période. Rosecrans arrive à Murfreesboro le 29 décembre 1862, préparant le terrain pour la bataille de Stones River.